# Liste der denkmalgeschützten Objekte in Klein-Pöchlarn
Die Liste der denkmalgeschützten Objekte in Klein-Pöchlarn enthält die 4 denkmalgeschützten, unbeweglichen Objekte der Gemeinde Klein-Pöchlarn.

## Denkmäler
| Foto |                 | Denkmal                                                                    | Standort                                     | Beschreibung | Metadaten |
| ---- | --------------- | -------------------------------------------------------------------------- | -------------------------------------------- | --- | --- |
| ja   | Datei hochladen | Kath. Pfarrkirche hl. Othmar und Friedhof HERIS-ID: 50015 Objekt-ID: 54479 | Kirchenstraße 10a Standort KG: Kleinpöchlarn | Die erhöht im Nordosten von Kleinpöchlarn gelegene Pfarrkirche hl. Otmar ist eine spätgotische Hallenkirche mit Netzrippengewölbe, fertiggestellt 1517, mit älterem gotischem Chor und Turm in der südlichen Chorecke. Das Langhaus hat einen umlaufenden Sockel, im Norden und Süden barocke Rundbogenfenster von 1709 und 1716, zum Teil vermauerte gotische Spitzbogenfenster sowie Strebepfeiler mit Wasserschlägen, die nordseitig an der West- und Ostecke übereck gestellt sind. Das nördliche Portal stammt aus dem späten 19. Jahrhundert. Die Giebelfront im Westen ist abgewalmt. Der eingezogene, niedrige Chor verfügt über Strebepfeiler und zweibahnige Maßwerkfenster. Die drei östlichen sind gotisch und stammen aus dem 14. Jahrhundert; das südliche aus dem Jahr 1896. Der zweigeschoßige Turm geht etwa in halber Höhe ins Achteck über. Er wurde im ersten Viertel des 14. Jahrhunderts errichtet. Vor dem gemauerten Pyramidenhelm zeigt er einen Giebelkranz mit bekrönender Vase von 1799. Weiter Anbauten stammen aus dem 19. Jahrhundert. Nördlich des Chores steht die eingeschoßige Sakristei von 1894 und südlich des Langhauses eine Kapelle. | BDA-Hist.: Q38037584 Status: § 2a Stand der BDA-Liste: 2025-06-30 Name: Kath. Pfarrkirche hl. Othmar und Friedhof GstNr.: .18 Pfarrkirche Klein-Pöchlarn |
| ja   | Datei hochladen | Pfarrhof HERIS-ID: 50014 Objekt-ID: 54475                                  | Kirchenstraße 10 Standort KG: Kleinpöchlarn  | Der Pfarrhof von Kleinpöchlarn ist ein 1778 vollendeter zweigeschoßiger Bau mit Walmdach und älterem Kern. Zur Ausstattung zählen eine Pietà-Plastik und ein gotisierendes Maria-Taferl-Gnadenbild aus dem 18. Jahrhundert. Der Pfarrhof hat einen neugotischen Hochaltar in Verwahrung, der 1893/1894 von Franz Westreicher nach einem Entwurf von Hermann Ritter von Riewel angefertigt wurde. Der eingeschoßige Bau mit Walmdach, der östlich vom Pfarrhof an der Umfassungsmauer zu sehen ist, ist vermutlich das ehemalige Mesnerhaus. | BDA-Hist.: Q38037566 Status: § 2a Stand der BDA-Liste: 2025-06-30 Name: Pfarrhof GstNr.: .19/1                                                           |
| ja   | Datei hochladen | Haberl Haus, Kulturzentrum HERIS-ID: 34180 Objekt-ID: 32194                | Kirchenstraße 4 Standort KG: Kleinpöchlarn   | Das im Ortszentrum von Kleinpöchlarn gelegene Haberlhaus ist ein gehöftartiges Gebäude des 15. Jahrhunderts, ein ehemaliges Herrenhaus, mit hakenförmigem Grundriss und einer Torhalle mit Tonnengewölbe und seitlichen Stichkappen. Sein barocker Charakter ist noch zum Teil enthalten. | BDA-Hist.: Q37956886 Status: Bescheid Stand der BDA-Liste: 2025-06-30 Name: Haberl Haus, Kulturzentrum GstNr.: .41                                       |
| ja   | Datei hochladen | Volksschule HERIS-ID: 69349 Objekt-ID: 82428                               | Schulstraße 2 Standort KG: Kleinpöchlarn     | Die Volksschule von Kleinpöchlarn ist ein zweigeschoßiger Bau im Heimatstil mit geschweiftem Giebel und Majolika an der Ostwand, bezeichnet mit 1913. | BDA-Hist.: Q38122231 Status: Bescheid Stand der BDA-Liste: 2025-06-30 Name: Volksschule GstNr.: .26 Volksschule Klein-Pöchlarn                           |